# 破產姐妹
《破产姐妹》（英語：2 Broke Girls）是一部美国情景喜剧，于2011年9月19日至2017年4月17日在CBS电视网首播。本剧由华纳兄弟电视公司拍摄，并由迈克尔·帕特里克·金与惠特妮·卡明担任创作人。故事的场景设置在美国纽约州纽约市布鲁克林区威廉斯堡附近。《破产姐妹》讲述了麦克斯·布莱克（凯特·丹宁丝饰）和卡洛琳·钱宁（贝丝·贝尔斯饰）这对好朋友的生活。卡洛宁出生于富豪家庭，而麦克斯则出生于贫困，因而两人对于生活的态度有所冲突。两人虽然在一家餐厅打工，但同时还积累资金来筹备经营着自己的杯子蛋糕生意。
该系列剧集自从上映以来就得到了剧评家和观众的好评，称赞两位主角在螢幕上的化学反应；而批评者则谴责该剧过多依赖于性幽默和刻板印象。2012年，该剧被提名三项艾美奖，并最终获得艺术指导奖项。
2017年5月12日，CBS宣布不再续订本剧，本剧就此完结。本劇總共播放6季，138集。

## 剧情简介
本电视剧讲述了两名20余岁的年轻女服务生的故事：麦克斯·布莱克（凯特·丹宁丝饰），的母亲是贫穷工薪阶层,父不詳；卡洛琳·钱宁（贝丝·贝尔斯饰），原本是一名“富二代”，由于其父亲马丁·钱宁因经营着一个类似伯纳德·麦道夫式的庞氏骗局而被捕入獄而生活陷入困顿。两人在纽约市布鲁克林区的一家餐厅工作，并很快成为室友和朋友。两人朝着未来开设属于自己的一家蛋糕店的梦想而前进。和她俩一起在餐厅工作的人还包括：韩裔餐厅老板——李憨（马修·摩伊饰）；乐观而变态的乌克兰裔厨师——奥列格（乔纳森·克特饰）和75岁的非裔收银员——厄尔（加勒特·莫里斯饰）。在第一季中的时候，一名波兰裔房屋清洁公司老板苏菲（詹妮佛·库里奇饰）加入剧集，成为麦克斯和卡洛琳的邻居和兼职老板。
在第一季的大部分时间里，麦克斯还是碧琪·兰蒂斯（布鲁克·莱昂斯饰）的双胞胎婴儿的保姆。碧琪在第一季的时候收养了卡洛琳的赛马——栗子。在每集播出结束的时候，片尾都会显示一个数字记录，以记载两人距离开设蛋糕店的25万美元启动资金还有多少差距。在第二季开始的时候，苏菲借给两个女孩2万美元，以帮助她们实现开设蛋糕店的梦想。但是两人的初次经营以失败结束，在第二季18集的时候，两人不得不结束经营以转租店面来归还苏菲的借款。在这一集的片尾，记录显示两个女孩只剩下1美元的存款。
在第三季的时候，两个女孩利用餐厅后的房间开设了自己的蛋糕店，并将这间房子的窗户当作临街服务窗口。卡洛琳在这一季进入到一所曼哈顿糕点学校工作，而麦克斯也进入到这所学校学习。麦克斯在学校学习的过程中结识了同为学生的男孩德克，并因此坠入爱河，这是麦克斯第一次因为一个男孩而变得情绪激动起来。卡洛琳和糕点学校的负责人兼糕点主厨尼古拉斯有过短暂的恋情，但是因此导致糕点学校被迫关闭，尼古拉斯和自己的妻子返回法国。卡洛琳和麦克斯试图说服德克的父母给糕点学校投资并交由两人管理，但是没有成功。
到了第四季，麦克斯和卡洛琳开始一边经营蛋糕生意并一边经营文化衫生意。在账簿出现赤字之前，两人的这次生意取得了短暂的成功。为了偿还两人上次生意的贷款，麦克斯和卡洛琳不得不兼职而进入一家名为“高”的高级蛋糕店打工来获取更多收入。在第四季结束的时候，奥列格和苏菲结婚了。而在这个过程中，麦克斯和卡洛琳意识到两人有更多的事情值得付出，同时也意识到两人的梦想不能就此终结，因此两人从“高”蛋糕店辞职并重返李憨的餐厅工作。
在第五季，卡洛琳将自己的生平故事以25万美元的价格出售给好莱坞的制片人。卡洛琳利用这笔资金收购了隔壁的披萨店，并与自己原本的蛋糕店打通成一家整体店面，并转型成为甜点店。剩下的3万美元卡洛琳用于购买李憨手上的部分餐厅股权，以帮助李憨偿还以参与女子网球博彩而欠下的债务。在陪伴卡洛琳在好莱坞与制片人洽谈的过程中，麦克斯遇到了她生命中第二个白马王子，一个洛杉矶明星律师——兰迪。与此同时，尽管苏菲已经是高龄孕妇，但她依旧为奥列格怀上了一个孩子。
第六季开始的时候，苏菲和奥列格的女儿芭芭拉出生了。兰迪试图与麦克斯保持他们短暂的恋爱关系，但是没有成功。兰迪尝试说服麦克斯搬家到洛杉矶，但是麦克斯拒绝了。麦克斯表示自己与卡洛琳的友谊比任何事都重要，她不会为爱情而放弃卡洛琳。与此同时，卡洛琳与负责自己甜品店灾后重建的承包商鲍比开始了恋爱关系。随后，由卡洛琳故事所改编的电影终于上映，但是在首映礼上卡洛琳将借来的价值万元的礼服弄坏，这导致两人不得不用所有的存款来赔偿，并导致两人重新回到“破产”状态。而就在这个时候，兰迪出现了，他向麦克斯求婚，并表示愿意在纽约开始这段爱情……

## 演员阵容

### 主要角色
| 角色全名                    | 角色昵称 | 演员名        | 角色简介 |
| --------------------------- | -------- | ------------- | --- |
| 马克辛·“麦克斯”·乔治·布莱克 | 麦克斯   | 凯特·丹宁丝   | 麦克斯是威廉斯堡餐厅的服务员之一。她出身于贫穷的工薪阶层家庭，并在罗德岛州的希望村历史街区度过了一个艰难的童年。她由一名穷困的单身母亲抚养长大，但是她的母亲却对她的成长不管不顾并数次做出危害其安全的行为。威廉斯堡餐厅所有者李憨允许麦克斯在他的餐厅里出售自制蛋糕，这促使卡洛琳决定和她开展蛋糕生意。麦克斯是一个拥有市井智慧并善于微笑嘲讽他人的人，她也经常自嘲滥交、大胸脯和大麻成瘾。她总是一边脚踏长膝靴，一边身着服务生制服。 |
| 卡洛琳·韦斯博斯·钱宁        | 卡洛琳   | 贝丝·贝尔斯   | 卡洛琳也是威廉斯堡餐厅的服务员之一。在成为服务员之前，她是纽约市的“富二代”之一，曾就读宾夕法尼亚大学沃顿商学院。但是在她的父亲因为庞氏骗局入狱之后，卡洛琳失去了她的所有财富而不得不在威廉斯堡餐厅打工来维持生计。她在打工的时候，与麦克斯成为了同事、室友，并最终成为最好的朋友。她想出了与麦克斯一同开拓蛋糕生意的计划案。尽管卡洛琳出生豪门又家道中落，但是她依旧乐观和善良，尽管她有时也有点难伺候。卡洛琳总是穿着她的女服务生制服，并搭配她的高跟鞋和大颗珍珠项链。                                                                                       |
| 厄尔·华盛顿                 | 厄尔     | 加勒特·莫里斯 | 厄尔是威廉斯堡餐厅的收银员，他大约在1962年或1989年开始在这个餐厅工作。他还曾是一名沉迷赌博和大麻的前爵士乐音乐家。麦克斯与他的关系非常亲近，经常表示希望是他的女儿。在第六季的时候，厄尔开始出现记忆力衰退的迹象。 |
| 万科·奥列格·戈力斯夫斯基    | 奥列格   | 乔纳森·克特   | 奥列格是威廉斯堡餐厅的乌克兰裔厨师。他总是用不恰当的笑话或性暗示骚扰麦克斯和卡洛琳，但是他的行为是比较温和的，因此常常被两人忽视或引来麦克斯的反讽。随后他发现自己爱上了苏菲，并与苏菲有了性关系。但是奥列格在第二季结束的时候出轨，这导致第三季开始的时候苏菲与他分手。两人在第四季的和解，并最终步入婚姻殿堂且拥有了一个女儿。 |
| 李憨                        | 憨       | 马修·摩伊     | 李憨是威廉斯堡餐厅的老板和厨师。他声称自己是异性恋，对美国文化缺乏基本的了解。他的身高总是周边人（主要是麦克斯）的嘲讽目标，而且他的身形有些娇弱。李憨来自韩国，他经常谈及他的祖国和家庭。 |
| 蘇菲亞·“苏菲”·卡钦斯基      | 苏菲     | 詹妮佛·库里奇 | 苏菲是一个善于鼓动人心的女性，她在剧中拥有一家清洁公司。她住在麦克斯与卡洛琳公寓的楼上，喜欢跟她们讲述她在共产主义波兰时的性生活和成长故事。她不像麦克斯那么喜欢卡洛琳，但她却在第二季的时候投资了麦克斯和卡洛琳的蛋糕生意。每次来威廉斯堡餐厅的时候，她总坐在一个认为专属她的卡座内。苏菲在第二季和第三季的时候与奥列格产生了恋情和性关系，并在第四季的时候与奥列格订婚。第四季结束的时候，苏菲与奥列格完婚。第五季的时候，她怀孕了并在第六季的时候生下了一个名为芭芭拉的女孩。苏菲这个角色在第一季属于客串角色，但从第二季开始升为主演之一，直到全系列完结。 |

### 常驻角色
| 角色名               | 演员名             | 出演季数               | 角色简介 |
| -------------------- | ------------------ | ---------------------- | --- |
| 栗子                 | 洛基               | 第一季至第五季         | 栗子是卡洛琳的赛马，是卡洛琳父亲的商业丑闻爆发之后，她能带走的几件属于她的物品之一。在第一季的时候，栗子住在麦克斯所租住公寓后的庭院里。但是随着冬季的到来，麦克斯说服卡洛琳让碧琪·兰蒂斯收养栗子，并让碧琪给栗子提供一个马厩以便它能顺利度过冬天。在第一季结束的时候，麦克斯找到碧琪，将栗子带回了公寓。而在第二季的时候，麦克斯和卡洛琳说服了两名阿米什男孩将庭院修改成马厩，成为栗子的永久居所。 |
| 碧琪·兰蒂斯          | 布鲁克·莱昂斯      | 第一季                 | 碧琪·兰蒂斯是一名纽约上流社会的母亲，而且还是那种最无知的。她有两名婴儿，分别名叫布拉德和安吉丽娜，暗喻布拉德·皮特和安吉丽娜·朱莉；而麦克斯是这些婴儿的保姆。但是碧琪在一场纸杯蛋糕灾难之后为了安抚一名她的可怕朋友而解雇了麦克斯，可随后她又请求麦克斯返回工作。但是麦克斯表示她不会再从事全职保姆工作，只能兼职。不过在这之后，碧琪这个角色就从剧中消失了。根据剧组的说法，碧琪和麦克斯之间再无任何关系了。 |
| 约翰尼               | 尼克·赞诺          | 第一季、第二季         | 约翰尼让麦克斯燃起了对爱情的渴求，但两人之间的感情却是一直断断续续。在第一季结束的时候，约翰尼告诉麦克斯他已经与卡珊德拉（Cashandra）分手，而和一名一周前认识的女士结婚。到了第二季，麦克斯再度与约翰尼重逢，并发生了性关系。他们都同意，两人之间只是纯粹的性需求，内心却早已被其他人带走。麦克斯和约翰尼在那次邂逅之后就再度分开了，但是约翰尼承诺两人会再度重逢的。 |
| “甜心”安迪           | 瑞安·汉森          | 第二季、第五季和第六季 | 甜心安迪是一家糖果店的老板，而这家糖果店刚好在麦克斯与卡洛琳所经营的蛋糕店对面。卡洛琳对甜心安迪是一见倾心，并在第二季中两人陷入热恋中。在第五季的时候，安迪回到威廉斯堡餐厅，邀请麦克斯和卡洛琳参加他与一名帽子设计师的婚礼。到了第六季的时候，他与卡洛琳等人再度重逢，此时安迪暗示他已经离婚了，并且他此时很富有。 |
| 路易斯               | 费德里科·多迪      | 第三季                 | 路易斯是一个热衷华丽妆扮的男人，同时他也在第三季成为威廉斯堡餐厅的日间服务生。他在从事服务生期间被奥列格所吸引。 |
| 尼古拉斯·圣克鲁瓦    | 吉尔斯·马利尼      | 第三季                 | 尼古拉斯·圣克鲁瓦是一名糕点大师，并在曼哈顿一所糕点学校从事教师工作。他是卡洛琳所喜欢的，直到卡洛琳发觉他已经结婚。尼古拉斯·圣克鲁瓦的妻子表示她与尼古拉斯的关系是开放的，并表示她毫不介意卡洛琳与尼古拉斯上床。但是卡洛琳拒绝了这个提议，她表示她无法和已婚男人发生关系。尼古拉斯最后跟随自己的妻子返回法国，因此导致了糕点学校的关闭。 |
| 碧碧                 | 玛丽·莱恩·莱杰斯库 | 第三季                 | 碧碧是一个有些神经质的糕点师，并在曼哈顿糕点学校从事前台工作。后来她移居到加拿大，因为她声称“他们”找到了她。 |
| 迪肯·“德克”·布隆伯格 | 埃里克·安德鲁      | 第三季                 | 迪肯·“德克”·布隆伯格是糕点学校里一个比较毒舌的学生，他拥有一半犹太人血统和一半黑人血统。他很快就成为麦克斯的朋友、情人和后来的前男友。他是麦克斯在卡洛琳之后第二个说出“我爱你”的人。尽管德克生活在一个翻新的垃圾箱里，但是显示德克出身于富裕家庭，他的父母经营着一家大型电梯企业。在得知德克与麦克斯的关系之后，德克的父母明确反对这段感情。麦克斯对他感到很生气，于是和卡洛琳将德克的垃圾箱公寓推到了他父母的楼下。麦克斯知道德克无法应对他的父母，为此感到他很可怜。随后，麦克斯对卡洛琳表示她和德克之间已经没有任何关系了。 |
| 约翰                 | 帕特里克·考克斯    | 第三季、第四季         | 约翰是一个体型硕大的秃头男同性恋者，他和麦克斯在糕点学校是同桌的同学，麦克斯称呼他为“大块头玛丽”。后来他和麦克斯一起在“高”蛋糕店工作。 |
| 乔德思               | 桑德拉·伯恩哈德    | 第三季、第四季         | 乔德思是高级蛋糕店“高”的所有者，她还是一名女同性恋者。“高”是后来麦克斯与卡洛琳工作的地方。 |
| 纳什特·纳什          | 奥斯汀·福尔克      | 第四季                 | 纳什是“高”新聘用的帅气服务员，后来他被李憨聘请为威廉斯堡餐厅的洗碗工。当他位于爱尔兰的母亲出现时，他跟随母亲返回了爱尔兰。根据他母亲的说法，他当时未满18岁。 |
| 兰迪                 | 艾德·奎恩          | 第五季、第六季         | 兰迪是一名唯一洛杉矶律所的律师。当麦克斯和卡洛琳来好莱坞就卡洛琳的故事进行改编授权谈判的时候，他成为了麦克斯的情人。在麦克斯离开洛杉矶之前，他和麦克斯分手了。兰迪表示：他很爱麦克斯，但是他知道长距离恋爱会伤害两人的感情。不过他后来跟随麦克斯前往纽约，因此两人短暂地保持了情人关系。在第六季结束的时候，兰迪在纽约市开设了自己的常设办公室并向麦克斯求婚，而麦克斯答应了他的求婚。 |
| 鲍比                 | 克里斯托弗·高哈姆  | 第六季                 | 鲍比是一家工程承包商，他负责重建被暴雨摧毁的卡洛琳与麦克斯的甜点吧。很快，卡洛琳就爱上了他。 |

### 客串角色
- 瑪莎·史都華饰演本人[13]
- 斯蒂文·韋伯饰演马丁·钱宁，卡洛琳的父亲，因策划庞氏骗局在监狱服役。
- 藝人科屈克（英语：Cedric the Entertainer）饰演達瑞斯，与厄尔疏远的儿子。
- 卡洛琳·亞倫（英语：Caroline Aaron）饰演Wiga，帮卡洛琳预测未来感情生活的灵媒。
- 双链大师饰演本人。
- 安迪·迪克饰演J·Petto，是一個木偶大师，他在麥克斯与卡洛琳的蛋糕店內滑倒，并試圖因木偶受损起诉两人。在第六季首映時回歸，阻止两人获得酒精经营许可证。
- 蜜西·派兒饰演查丽蒂·钱宁，卡洛琳的姑妈，有钱但曾虐待过卡洛琳。她拒绝为麥克斯与卡洛琳失败的生意提供贷款支持，后承认卡洛琳向父亲举报自己虐待卡洛琳是事实。
- 黛博拉·威爾森（英语：Debra Wilson）饰演桃樂絲，是麥克斯与卡洛琳做临时工地方的职员。她的口头禅是“让我给你举个『比如』”（Let me give you a 'for instance'）在那一集中用于描述一些违反公司规定的事情。
- 皮爾斯·摩根饰演本人。
- 凯尔·加斯（英语：Kyle Gass）饰演特效师。
- 丸山凱倫（英语：Karen Maruyama）饰演李素敏，憨的母亲。
- 傑夫·格爾林饰演大卫，迪克的父亲。
- 雪莉·李·勞夫（英语：Sheryl Lee Ralph）饰演惹內，迪克的母亲。
- 琳賽·蘿涵饰演克莱尔·吉尼斯，一名将要结婚的新娘。她要求麥克斯与卡羅琳为她制作婚礼蛋糕，但她的优柔寡断让两人无法忍受。
- 哈尔·林登（英语：Hal Linden）饰演萊斯特，麥克斯与卡洛琳所住公寓的名义租客。他最初计划住回公寓，但之后表示如果麥克斯或卡洛琳与他上床，两人才可以留下。最终被蘇菲嚇跑，並让两人续约四年。
- 金·卡戴珊饰演本人。[14]
- 杰西·麦特卡尔菲饰演塞巴斯蒂安，麥克斯的短期炮友。他在连锁超市做DJ，麥克斯认为他的工作过于尴尬，无法忍受。
- 瓦萊麗·哈勃（英语：Valerie Harper）饰演诺拉·安德兹，餐厅的常客，是一名成功的摄影师。
- 艾莉·李德（英语：Ellie Reed (actress)）饰演克莱尔。
- 卡羅琳·崔（英语：Caroline Rhea）饰演邦妮，光顾“高”蛋糕店机场分店的空姐。
- 瑪莎·亨特饰演本人。
- 莉莉·奧爾德里奇饰演本人。
- 茱蒂絲·羅伯茲（英语：Judith Roberts (actress)）饰演阿斯特麗德，卡洛琳的奶奶。她从昏迷中清醒过来，还不知道家庭的经济状况生变。
- 杰基·哈里（英语：Jackée Harry）饰演鲁比，一名爵士夜店的主人，曾与厄尔约会，但厄尔的吸毒习惯不得不逼她离开。
- 喬治·漢密爾頓饰演鲍勃。
- 達林·布魯克斯饰演弗兰克，鲍比的保龄球队友。
- 约翰·迈克尔·辛吉斯饰演埃利奥特，兰迪的治疗师。
- 諾亞·米斯（英语：Noah Mills）饰演罗比，曾玩弄麦克斯的感情，嗜酒成瘾。
- 瑪西蒂·芮爾饰演奧麗加，奥列格从乌克兰来的母亲。
- 泰爾瑪·霍普金斯（英语：Telma Hopkins）饰演皮拉尔。
- 弗倫奇·斯圖爾特饰演布朗斯克先生。
- 查德·米克爾斯（英语：Chad Michaels）饰演雪儿的模仿者。
- 露波饰演本人（非变装）。
- 布蘭登·瓊斯饰演杰迪戴亚，帮栗子搭马棚的阿米希人。

## 背景与制作
《破產姊妹花》曾与一部飞行员主题的电视剧竞标，并在2010年12月10日与CBS正式达成播出协议，预订剧集于2011年5月13日播出。这部电视剧是2-11年-2012年期间由惠特妮·卡明原创的两部电视剧之一，另一部为《三年之癢》。
丹寧絲于2011年2月18日被选为出演麥克斯一角。2月25日，貝爾斯打败了许多资深演员，通过试镜获得了卡洛琳的扮演机会。
电视剧拍摄时由观众实时观看，并在后期加入了些许润色。

## 播出与取消
电视剧第一季于2011年9月19日在《好汉两个半》播毕后首播，并随着《老爸老妈的浪漫史》将固定播出时间调整至了周一晚上8:30（东部时间）。第二季则因《好汉两个半》，播出时间调整至周四晚上9:00（东部时间）。2013年3月27日，CBS宣布续约《破产姐妹》第三季。2014年3月13日，CBS续约电视剧第四季，并宣布于2014年10月27日首播。电视剧第五季于2015年3月12日首播，而第六季则于2016年10月10日首播。
2017年5月12日，由于收视率下滑，以及CBS希望在2017年秋季为三部新的情景喜剧空出时间，CBS宣布不再续订本剧，本剧就此完结。

### 国际播映
| 播送地区 | 播出频道 / 平台    | 备注   |
| -------- | ------------------ | ------ |
| 加拿大   | 城市电视网         | [ 26 ] |
| 英国     | E4频道             | [ 27 ] |
| 爱尔兰   | 爱尔兰广播电视二台 | [ 28 ] |
| 印度     | 星空国际印度频道   | [ 29 ] |
| 印度     | NOW浪漫喜剧台      | [ 29 ] |
| 菲律賓   | ETC电视网          | [ 30 ] |
|          | 九号电视网         | [ 31 ] |
| 新西兰   | 新西兰电视二台     | [ 32 ] |
| 中国     | 搜狐视频           | [ 33 ] |
| 中国     | 腾讯视频           | [ 34 ] |